# Asghar Ali Khan
Asghar Ali Khan (1926.) je bivši pakistanski hokejaš na travi. 
Nastupio je na hokejaškom turniru na Olimpijskim igrama 1952. u Helsinkiju je igrao za Pakistan, koji je osvojio 4. mjesto.

## Vanjske poveznice
- Profil na Sports Reference.com  Arhivirana inačica izvorne stranice od 18. kolovoza 2009. (Wayback Machine)